# Religioni a Singapore
La religione più diffusa a Singapore è il buddhismo. Secondo il censimento del 2020 (l'ultimo effettuato), il 31,1% della popolazione segue il buddhismo; la seconda religione è il cristianesimo, seguito dal 18,8% della popolazione; l'islam è la terza religione ed è seguito dal 15,6% della popolazione; l'8,8% della popolazione segue la religione tradizionale cinese; il 5% della popolazione segue l'induismo; lo 0,6% della popolazione segue altre religioni e il 20% della popolazione non segue alcuna religione.

## Religioni presenti

### Buddhismo
A Singapore sono presenti le tre maggiori correnti del buddhismo (theravada, mahayana e vajrayana). I buddhisti singaporiani sono principalmente di etnia cinese, ma vi sono anche buddhisti provenienti dalla Thailandia, dallo Sri Lanka, dal Myanmar e dal Giappone.

### Islam
I musulmani di Singapore sono principalmente di etnia malese; vi sono anche musulmani provenienti da Paesi dell’Asia meridionale come India e Pakistan.   A Singapore i musulmani sono maggioranza sunniti, con una minoranza di sciiti; è presente anche un piccolo gruppo di ahmadiyya.

### Religione tradizionale cinese
La religione tradizionale cinese è seguita dai singaporiani di origine cinese; nell'ambito di questa religione prevale il taoismo, principalmente la corrente del Taoismo Zhengyi.

### Induismo
L’induismo è seguito principalmente dai singaporiani di origine indiana.

### Altre religioni
A Singapore sono inoltre presenti piccoli gruppi di seguaci del sikhismo, del giainismo, dell'ebraismo, del bahaismo, dello zoroastrismo, dello scintoismo e dei nuovi movimenti religiosi.